# 洛迪
洛迪（義大利語：Lodi，義大利語：[ˈlɔːdi] ⓘ）是意大利伦巴第大区洛迪省的市镇及省府，位於意大利北部，在阿達河的右岸上。

## 歷史
上古時代洛迪是凯尔特人的村落，在古羅馬時代，是羅馬道路橫跨阿达河時的重要一站。
在14世紀，洛迪由維斯孔蒂家族統治，並於此建設了城堡。1423年，對立教皇約翰二十三世發佈教宗詔書，召集康士坦斯大公會議，結束了天主教會大分裂。
1454年，《洛迪和約》簽訂，規定由弗朗切斯科·斯福尔扎一世繼位，結束了米蘭公國繼位戰爭。其後，洛迪先後被斯福尔扎家族、法國、奧地利等所統治。
於1796年，拿破崙在此地打敗了奧地利，是為洛迪戰役。
意大利統一後，洛迪開始有所建設，除擴建城邦後，1864年第一家合作銀行成立於洛迪。

## 經濟
當地的農業主要以種植玉米和畜牧為主；工業則以乳製品生產、機械和石化工業為大宗。

## 友好城市
- 康斯坦茨
- 洛迪
- 奥梅尼亚
- 楓丹白露

## 著名人物
- 安德雷亚·多塞纳：足球員
- 桑德罗·托纳利：足球員